# Lingtang (sockenhuvudort i Kina, Jiangsu Sheng, lat 32,69, long 119,23)
Lingtang (kinesiska: 菱塘) är en sockenhuvudort i Kina. Den ligger i provinsen Jiangsu, i den östra delen av landet, omkring 80 kilometer nordost om provinshuvudstaden Nanjing. Antalet invånare är 21 901. Befolkningen består av 11 083 kvinnor och 10 818 män. Barn under 15 år utgör 10,0 %, vuxna 15-64 år 75 %, och äldre över 65 år 14,0 %.
Runt Lingtang är det tätbefolkat, med 735 invånare per kvadratkilometer. Närmaste större samhälle är Dayi, 16,5 km söder om Lingtang. Trakten runt Lingtang består till största delen av jordbruksmark.
Genomsnittlig årsnederbörd är 1 294 millimeter. Den regnigaste månaden är juli, med i genomsnitt 289 mm nederbörd, och den torraste är december, med 30 mm nederbörd.